# خوسيه إدواردو فرانكو
خوسيه إدواردو فرانكو (بالبرتغالية: José Eduardo Franco‏) هو مؤرخ برتغالي، ولد في 17 فبراير 1969 في ماتشيكو في البرتغال.